# 前美國大使官邸
前美國駐臺北領事館，亦稱前美國大使官邸，為台北市直轄市定古蹟。位於臺灣臺北市中山區，中山北路二段與南京西路交會口以北不遠處，為1925年開工、1926年啟用的兩層洋樓建築。本為日治時代的「美國駐台北領事館」。二戰後，台灣進入中華民國時代，該建物也陸續作為美國駐台北領事館、美國駐中華民國台北總領事館、美國駐中華民國大使館海軍武官處與大使官邸。
1979年1月1日，美國與中華民國斷交後，該建物一直閒置荒廢。1997年2月20日，該建物成為中華民國三級古蹟。2000年，在台北市政府與台積電文教基金會合作之下，棄置20年的前官邸整修完竣並定名為「臺北之家」。
2002年11月10日，台北市政府以公辦民營方式將重建後的台北之家委由台灣電影文化協會經營。主要經營者為知名導演侯孝賢的該協會，將台北之家功能定位於發揚電影藝術，並另取名「光點臺北」。

## 沿革

### 美國領事館
1913年，鑒於臺灣地位日漸重要，美國政府於臺灣的辦事處升格為「臺灣領事館」。除了將外交人員改為正領事外，也將領事館改駐台北大稻埕千秋街（今貴德街）華利洋行（Filed Hastus & Co.）內。1916年11月17日，美國駐台灣領事館改稱「駐台北領事館」，也將館址遷移至臺北市大正町二丁目（今台北長安東路）。
1925年，當時美國政府擬向臺灣總督府申購臺北市御成町敕使街道旁375坪土地以興建駐臺北領事館，不過遭臺灣總督府拒絕。於是美國政府改採租用方式，向該土地原所有人台灣土地建築株式會社承租，並同年開工。1926年10月8日，日治時代的美國駐臺北領事館正式落成啟用，即本古蹟所在地。
1941年，太平洋戰爭開始，美國駐臺北領事館隨即被日軍關閉。直到二戰後的1946年4月，該建物才重新啟用，而到了中華民國後，仍做為美國駐臺北領事館。1949年，國共內戰進入末期階段，同年12月美國將臺北領事館升格為美國駐臺北總領事館，辦公地點仍為現址，首任進駐的總領事則為師樞安，兼任一等秘書並籌辦美國駐中華民國大使館在臺復館之作業。

### 美國大使官邸
1950年，韓戰爆發，美國重新援助中華民國，關係大幅升級，除了新派駐中華民國大使（原大使司徒雷登從南京返美）外，也裁撤設於臺北的總領事館，將大使館另設到北門（現址改建為財政部臺北國稅局），原領事館的此建物則改為海軍武官處。之後，該建物又正式改制為美國駐中華民國大使的大使官邸並於1979年1月1日華府與臺北斷交之前，先後成為六位美國駐華大使的在臺住所。

### 台北之家與光點台北
1979年1月1日，中華民國與美國斷交，美國遂裁撤大使館，同時也將大使官邸歸還中華民國。中華民國內政部除了於1997年2月20日將其指定為國家三級古蹟外，並沒有任何整修維護與再利用計劃。1990年代末期，台積電文教基金會援助新台幣六千萬元後，該建物才得以重新翻整，並於2000年以「台北之家」的新風貌重現於中山北路。
在當時台北市文化局局長龍應台與知名導演侯孝賢多日磋商後，2002年11月10日，台灣電影文化協會終以「公辦民營」方式向台北市政府承租該古蹟建物，並取名為「光點台北」。定位於「結合古蹟魅力與電影藝術，成為創意交流的領域」的光點台北，除了於建物增設專供藝術電影播放的88席小型電影院之外，也以電影主題設置書店、咖啡廳、展覽館及會議室。

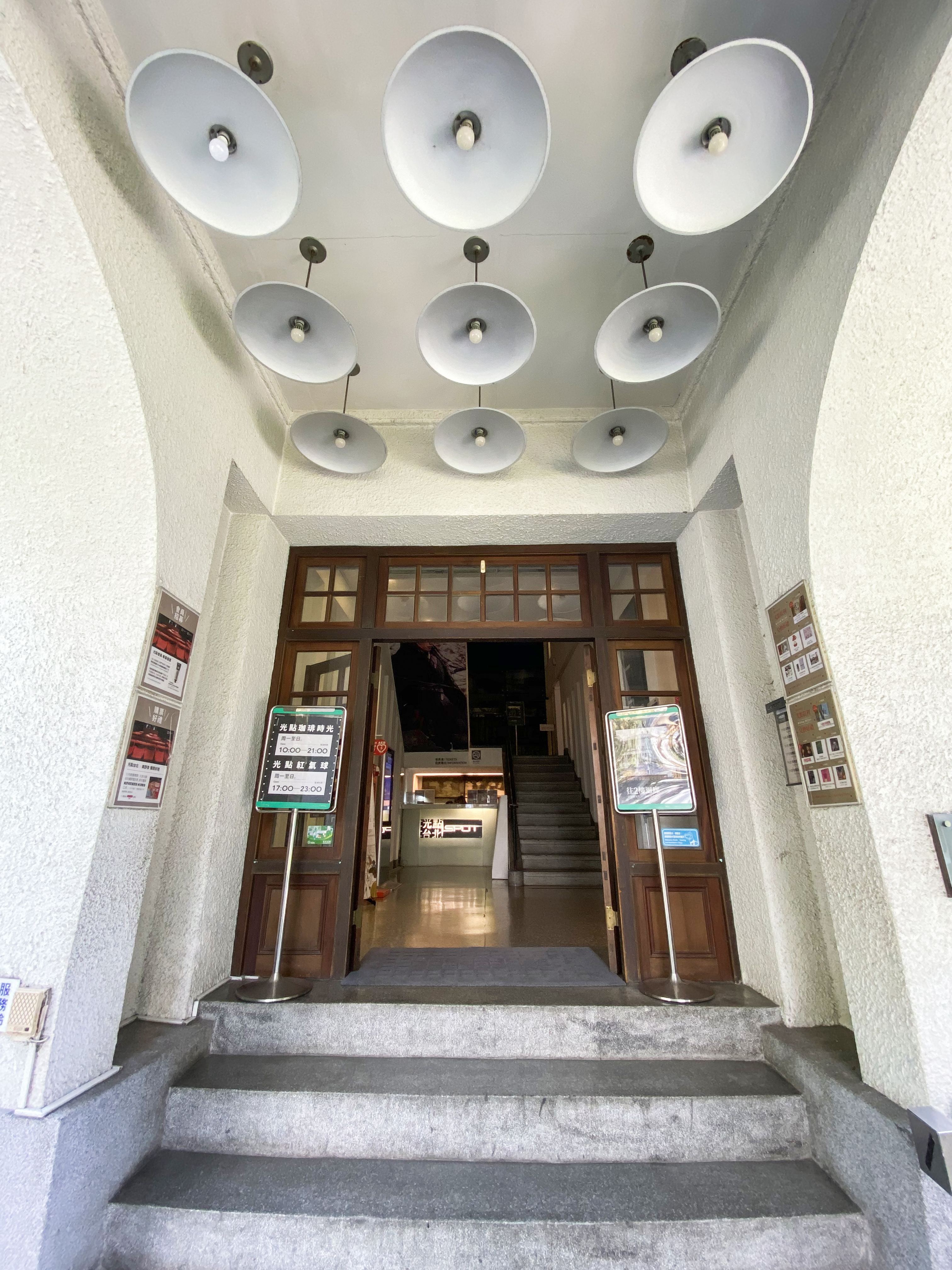
門廊
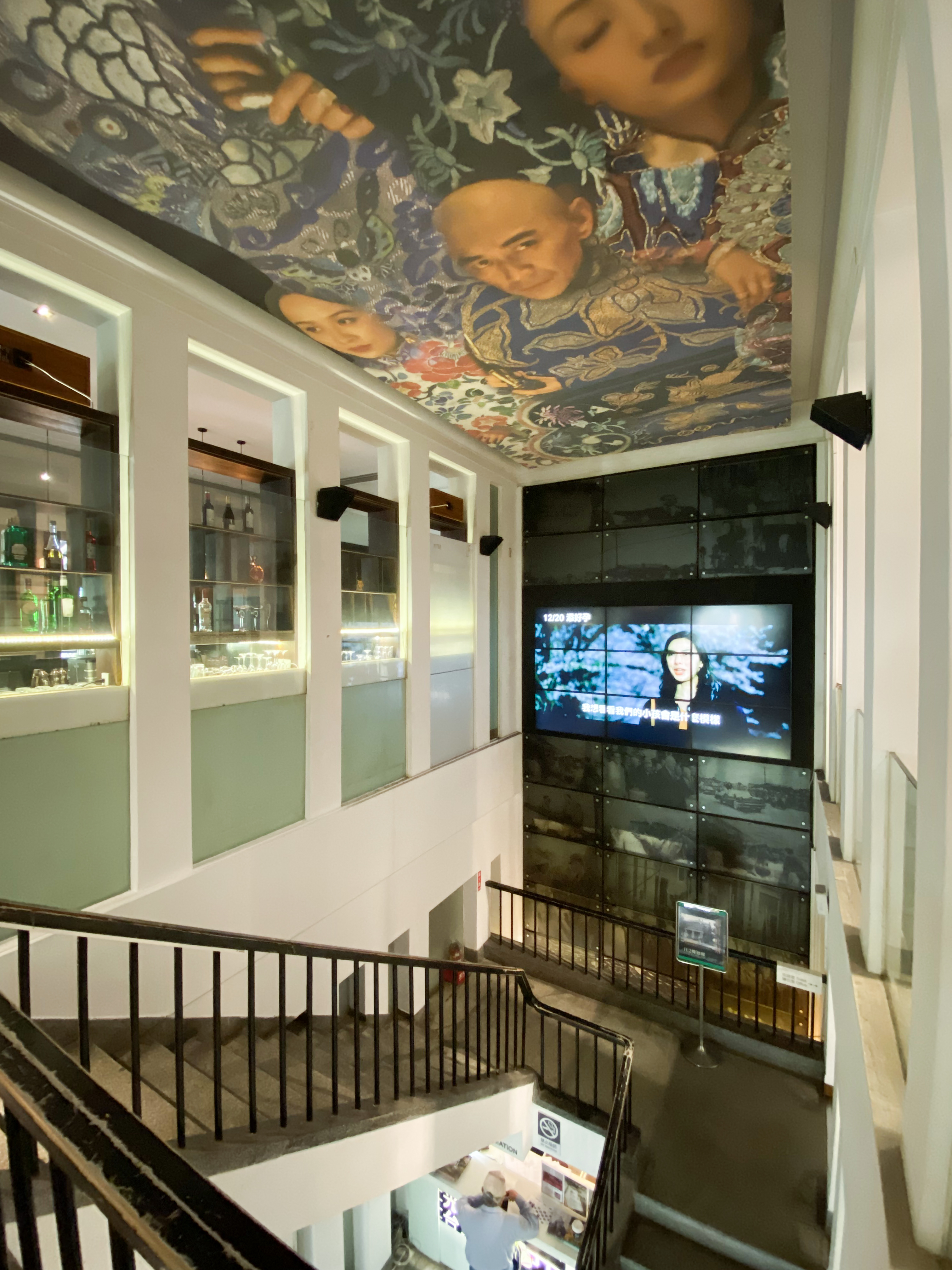
樓梯
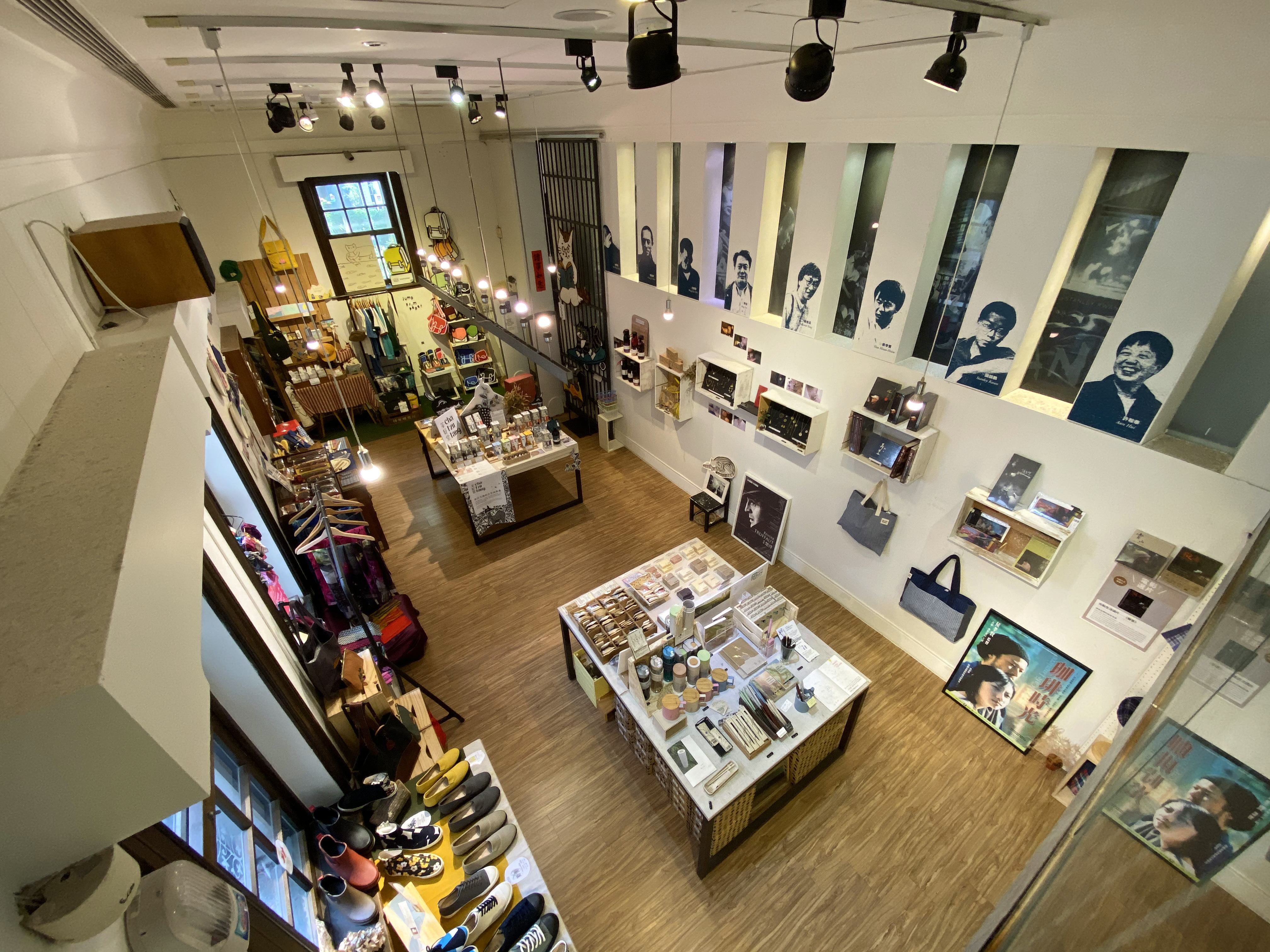
一樓紀念品店「光點生活」
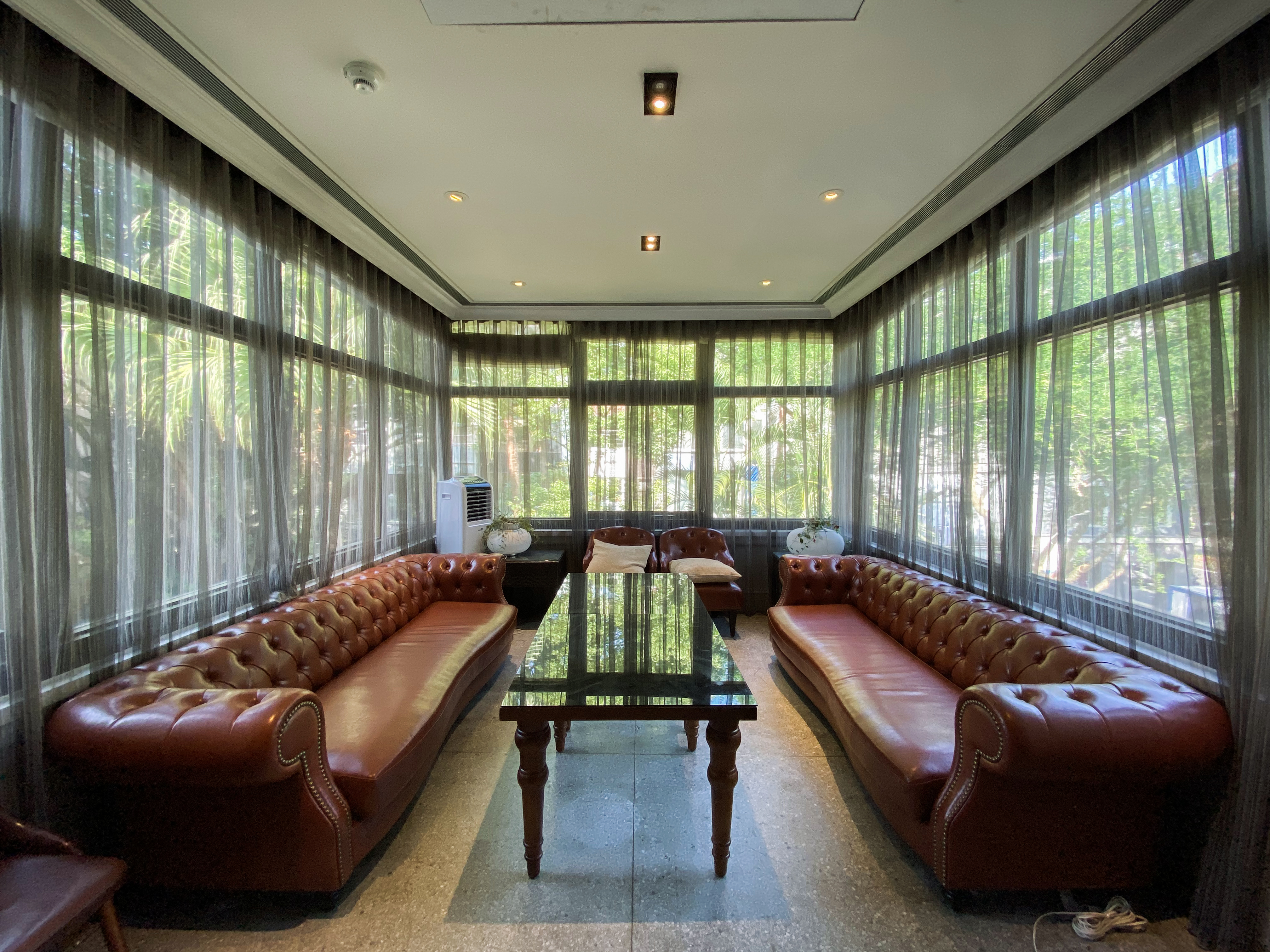
光點紅氣球
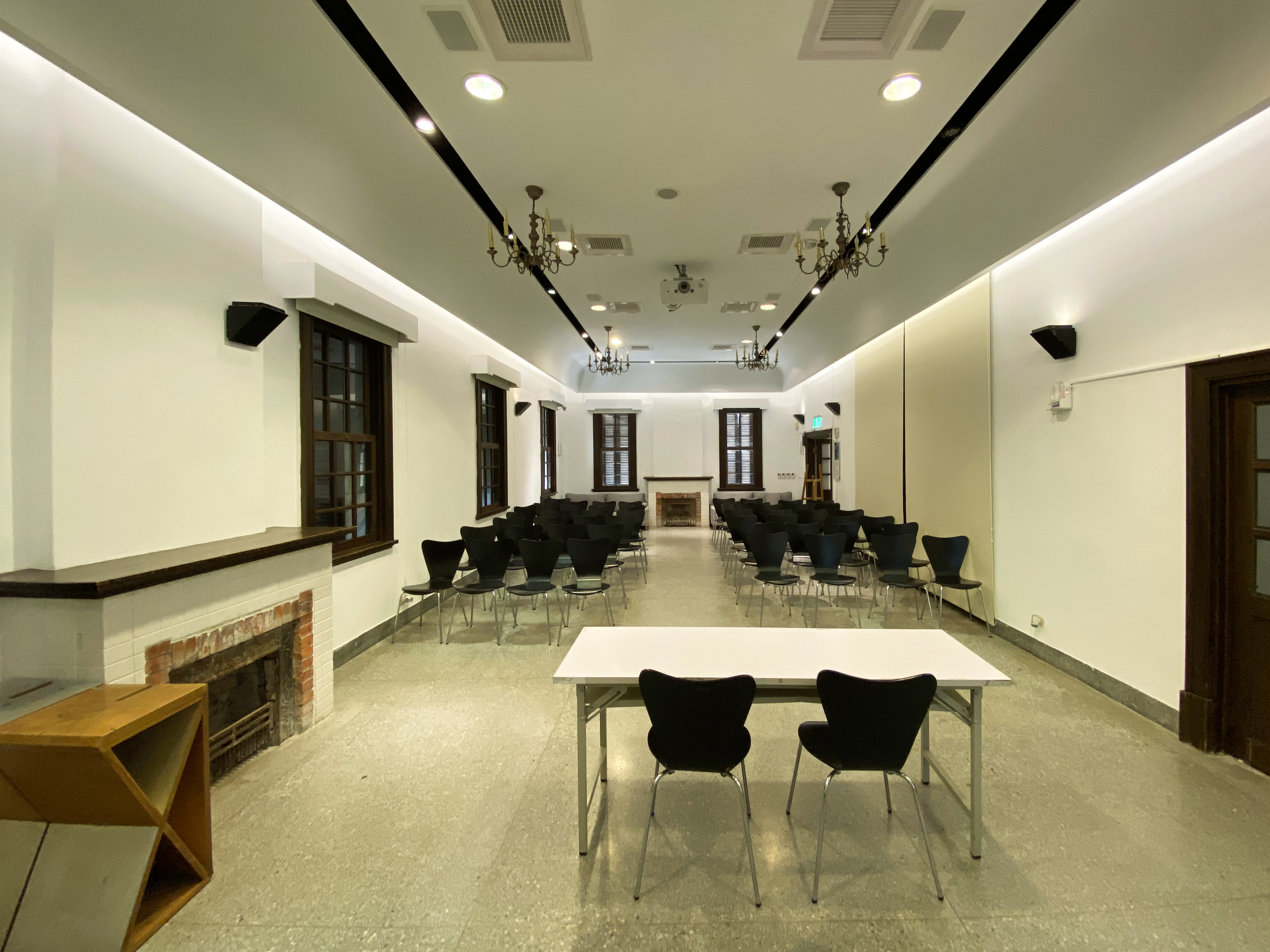
多功能藝文廳
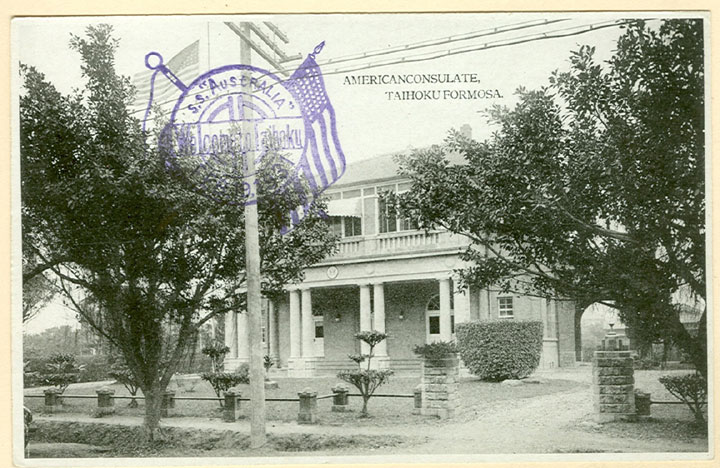
日治時代照片-美國駐台北領事館

## 建築特色
前美國駐台北領事館為白色外觀的二層式洋樓，整體風格接近美國南方維多利亞式房屋。建物面積約百坪、連庭園達375坪的該建物，因坐落於繁忙的台北市中山北路，呈現都會的另番寧靜風格。
在室內景觀方面，該建築除仍有外觀上的多立克柱式（Doric Order）白色牆柱外，主建物兩層加最頂樓夾層的中央走廊迴旋與空間設計也蔚為特色。除此，頂樓壁爐與整體內嵌沙發設計，也是東亞建築中較為獨特。
2005年10月，臺北市政府新聞處舉辦市民票選「臺北市十大建築」活動，光點臺北位列第10，與臺北101、美麗華摩天輪、中正紀念堂、圓山大飯店、總統府、國父紀念館、西門紅樓、新光人壽大樓、中油大樓等建築齊獲選代表臺北市的特色建物，另有監察院廳舍與臺北市市政大樓則分別名列第11、12位。

## 外部連結
- SPOT光點台北電影館 （页面存档备份，存于）
- 光點台北SPOT-Taipei（台北之家Taipei Film House）的Facebook專頁
- 光點台北（台北之家）的Instagram帳戶
- YouTube上的光點台北（台北之家）頻道
- 光點臺北  臺北旅遊網

25°03′11″N 121°31′20″E / 25.05306°N 121.52222°E